# مت استریکر
مت استریکر (انگلیسی: Matt Striker؛ زادهٔ ۲۶ ژوئن ۱۹۷۴) هنرپیشه، مجری تلویزیون و کشتی‌گیر کشتی حرفه‌ای اهل ایالات متحده آمریکا است.